# Malajisk folkreligion

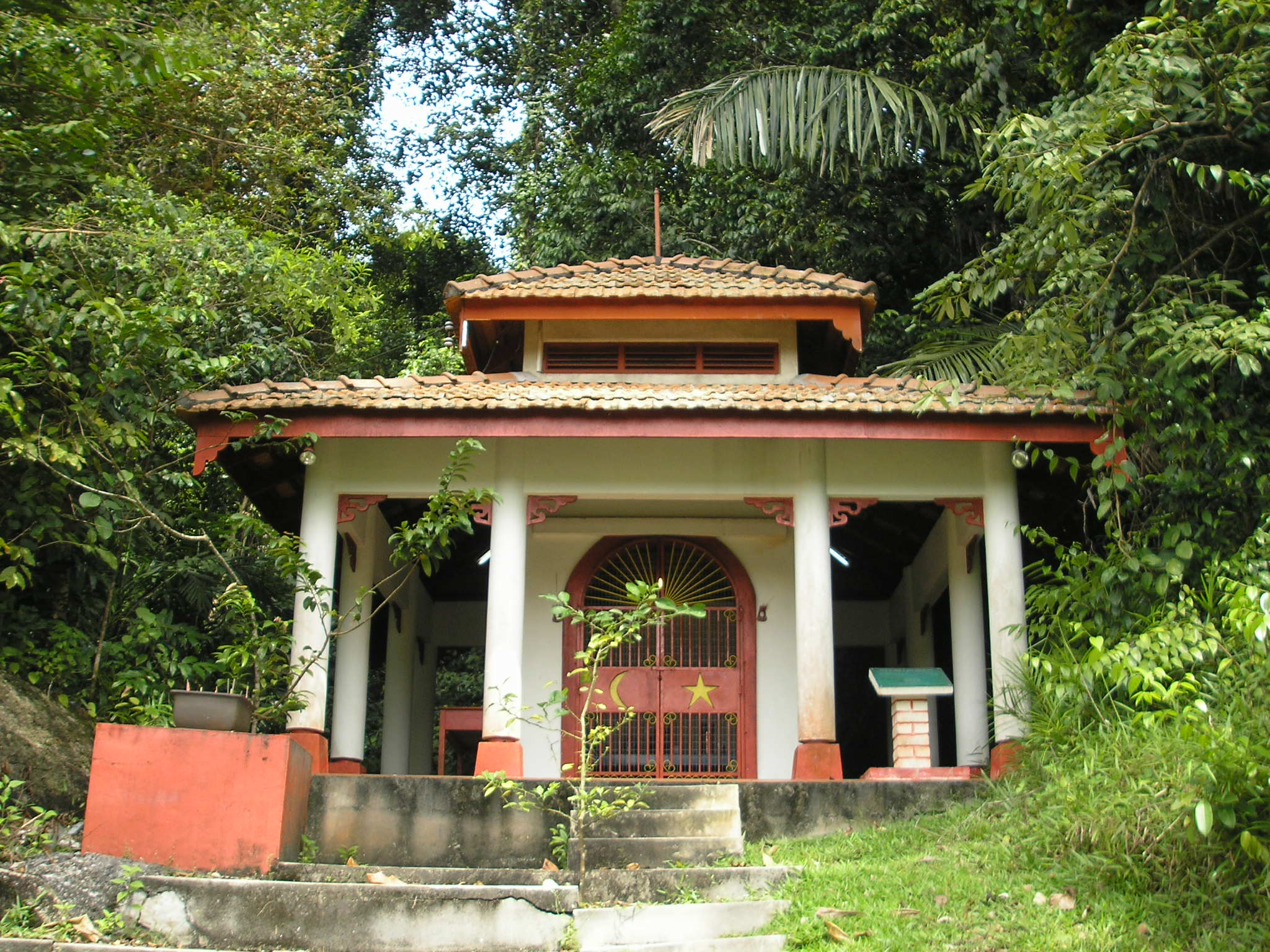
Tempel tillägnad den lokala malajiska guden Panglima Hijau, en skyddsgud eller Na Tuk Kong, på Pangkor Island.

Malajisk folkreligion utgör den ursprungliga religionen i Malaysia. Det är en polyteistisk animism som fortfarande utövas i det i övrigt muslimska Malaysia, öppet eller i hemlighet. Den är endast delvis tolererad av myndigheterna i Malaysia: vissa ritualer och beståndsdelar är förbjudna, medan andra är officiellt tillåtna. I Indonesien har religionen status som officiellt erkänd religion. Det förekommer en viss synkretism mellan den ursprungliga malajiska folkreligionen och kinesisk folkreligion. 
Den ursprungliga malajiska religionen var animism, och dess shamaner kallades dukuns, dukun eller pawang. Titeln bomoh har också använts om personer med kunskapen och förmågan att utföra vissa ritualer, särskilt läkekonst. 
Den malajiska animismen ser naturfenomen och platser som besjälade av sin egen ande eller lokala gud, kallade Datuk eller Na Tuk Kong. Gudarna i den kinesiska folkreligionens pantheon har också inkluderats i den malajiska folkreligionen. Denna kan också visa stora lokala variationer. De malajiska ibanerna på Borneo anses ha utvecklat den malajiska folkreligionen till en av de mest avancerade versioner som uppkommit. 
Nuvarande Malaysia och Indonesien stod under inflytande av först hinduismen och sedan buddhismen under antiken: under 1400-talet följde islam, och under 1800-talt kristendomen. Den malajiska animismen har dock fortsatt utövats parallellt.   